# Dwars door Vlaanderen 1974
Dwars door Vlaanderen 1974 (deutsch: Quer durch Flandern 1974) war ein belgisches Straßenradrennen in der Region Flandern. Dieses Eintagesrennen fand am 24. März 1974 statt.

## Rennverlauf
Dwars door Vlaanderen 1974 war Bestandteil des Rennkalenders der Union Cycliste Internationale (UCI) für die Radsaison 1974. Start und Ziel war Waregem. Das Rennen war für Berufsfahrer offen. Die Renndistanz betrug 199 Kilometer. Es war die 29. Austragung des Rennens Dwars door Vlaanderen.
Bei kühlem und windigem Wetter blieb das Hauptfeld trotz einiger Ausreißversuche lange zusammen. Erst auf den letzten Kilometern konnte sich eine Gruppe von drei Fahrern aus dem Hauptfeld absetzen und einen geringen Vorsprung bis ins Ziel retten. Louis Verreydt aus dem Radsportteam Ijsboerke gewann den Zielsprint knapp vor Ronald De Witte vom Flandria-Team. Die Hauptgruppe mit mehr als 60 Fahrern erreichte das Ziel mit einem Rückstand von 20 Sekunden.

## Rennergebnis
|        | Fahrer            | Team                 | Zeit           |
| ------ | ----------------- | -------------------- | -------------- |
| Sieger | Louis Verreydt    | IJsboerke-Colner     | 4:57:00 h      |
| 2.     | Ronald De Witte   | Flandria-Carpenter   | 4:57:00 h      |
| 3.     | René Pijnen       | TI-Raleigh           | 4:57:00 h      |
| 4.     | Dirk Baert        | MIC-Ludo-De Gribaldy | + 0:20 Minuten |
| 5.     | Walter Planckaert | Watney-Maes          | + 0:20 Minuten |
| 6.     | Marc Demeyer      | Flandria-Carpenter   | + 0:20 Minuten |